# Shuangqiaoping (köpinghuvudort i Kina, Hunan Sheng, lat 29,27, long 111,77)
Shuangqiaoping är en köpinghuvudort i Kina. Den ligger i provinsen Hunan, i den södra delen av landet, omkring 170 kilometer nordväst om provinshuvudstaden Changsha. Antalet invånare är 16 790. Befolkningen består av 8 283 kvinnor och 8 507 män. Barn under 15 år utgör 14,0 %, vuxna 15-64 år 71 %, och äldre över 65 år 14,0 %.
Runt Shuangqiaoping är det tätbefolkat, med 511 invånare per kvadratkilometer. Närmaste större samhälle är Zhoujiadian, 12,5 km öster om Shuangqiaoping. I omgivningarna runt Shuangqiaoping växer huvudsakligen savannskog.
Genomsnittlig årsnederbörd är 1 706 millimeter. Den regnigaste månaden är maj, med i genomsnitt 303 mm nederbörd, och den torraste är december, med 32 mm nederbörd.